# Dircenna steinheili
Dircenna steinheili is een vlinder uit de familie Nymphalidae. De wetenschappelijke naam van de soort is voor het eerst geldig gepubliceerd in 1884 door Otto Staudinger.